# Гајано (Салерно)
Гајано је насеље у Италији у округу Салерно, региону Кампанија.
Према процени из 2011. у насељу је живело 993 становника. Насеље се налази на надморској висини од 425 м.